# Bisetocreagris parablothroides
Bisetocreagris parablothroides es una especie de arácnido del orden Pseudoscorpionida de la familia Neobisiidae.

## Distribución geográfica
Se encuentra en Vietnam.